# Heminothrus castaneus
Heminothrus castaneus är en kvalsterart som först beskrevs av Hammer 1961.  Heminothrus castaneus ingår i släktet Heminothrus och familjen Camisiidae. Inga underarter finns listade i Catalogue of Life.